# Charles-François Daubigny

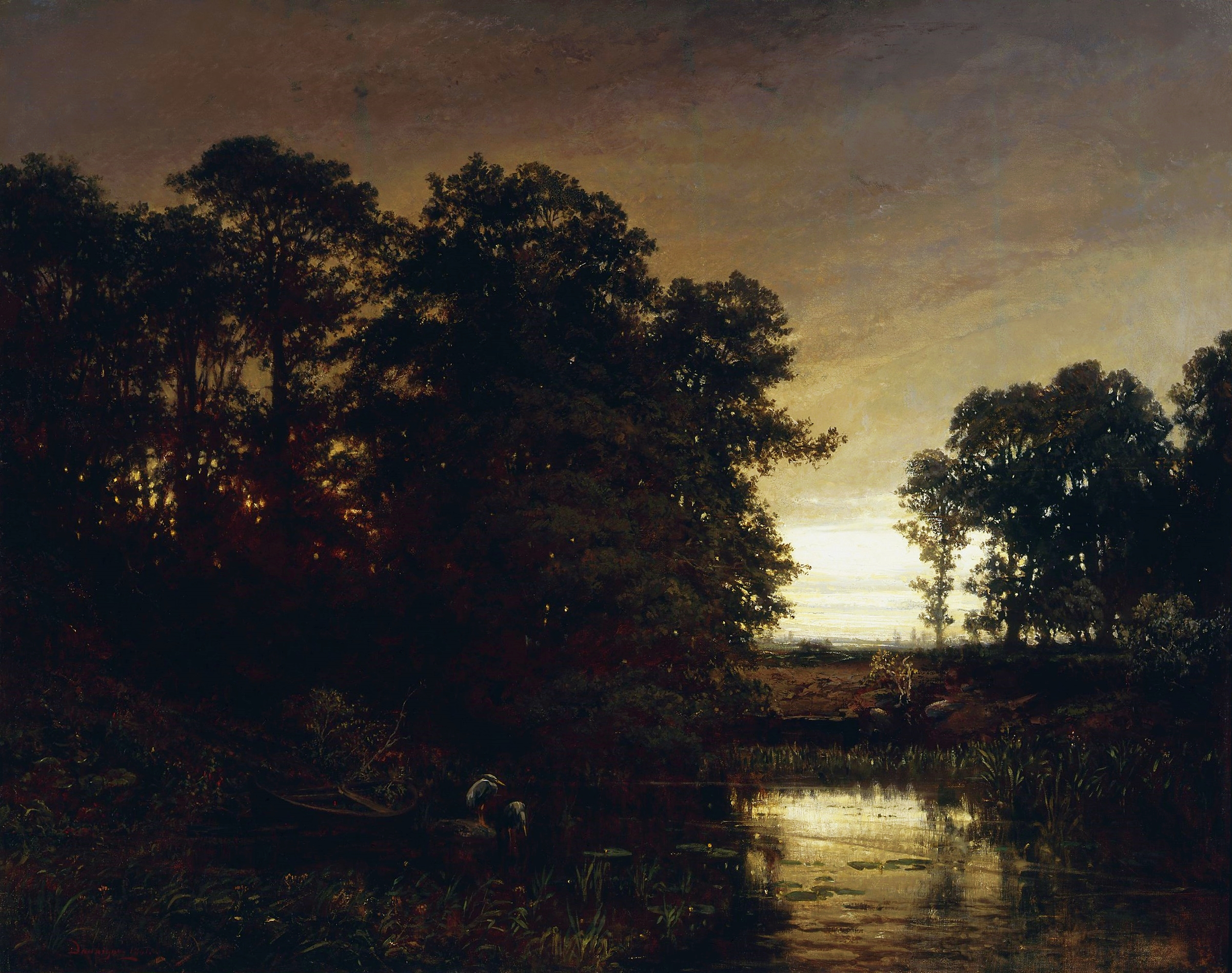
Krajobraz ze stawem, (1861), Muzeum Narodowe w Warszawie

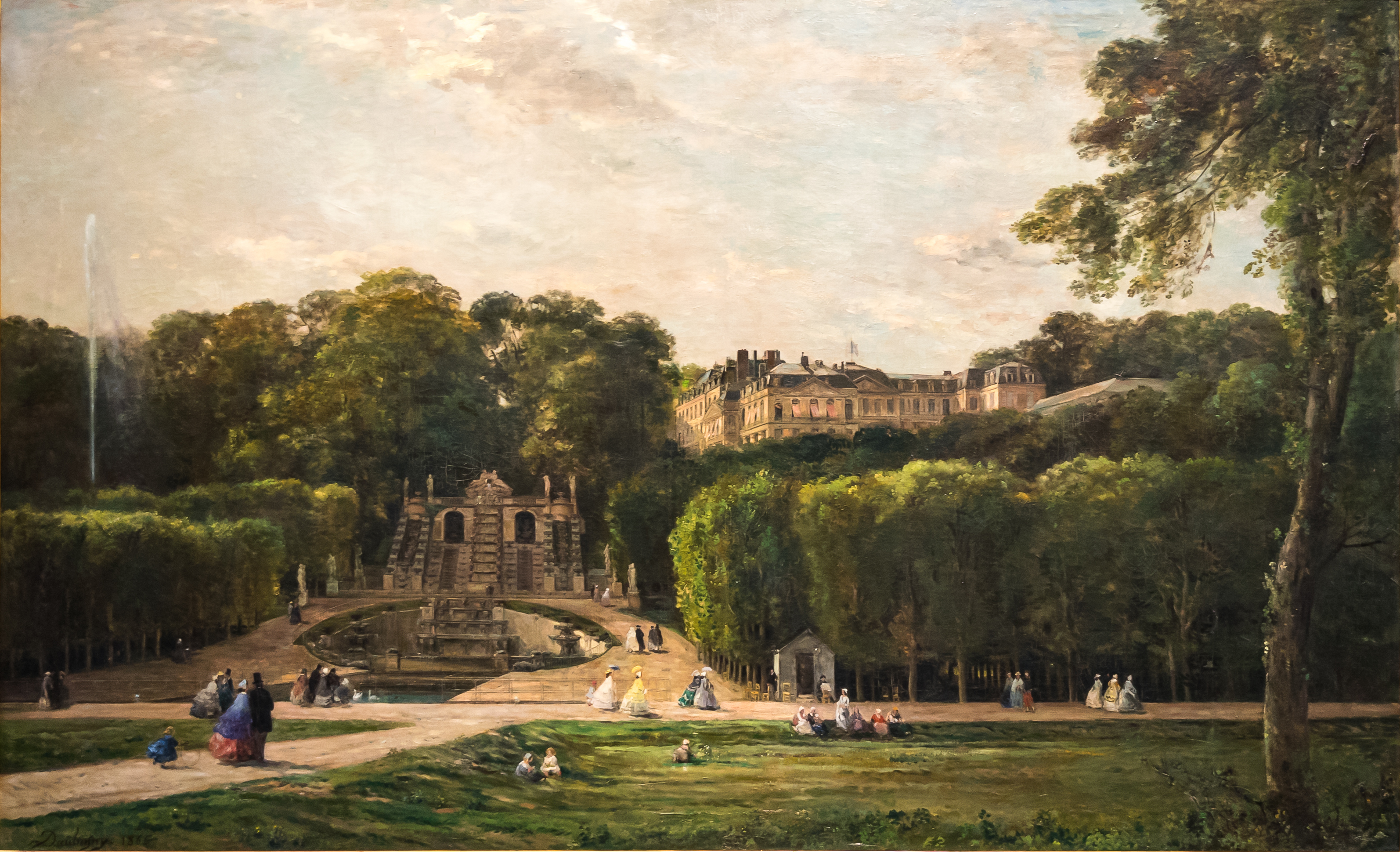
Park w St Cloud, (1865)

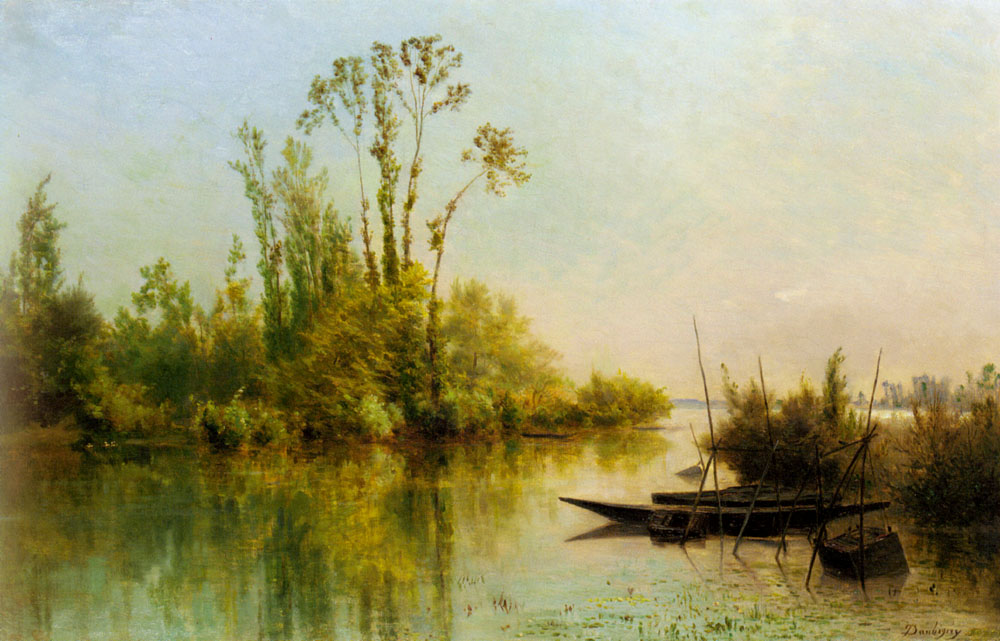
Les Iles Vierges a Bezons

Charles-François Daubigny (ur. 15 lutego 1817 w Paryżu, zm. 19 lutego 1878 tamże) – francuski malarz, grafik, litograf i ilustrator, przedstawiciel szkoły z Barbizon, uważany za prekursora impresjonizmu.
Urodził się w rodzinie o tradycjach artystycznych, jego nauczycielem był ojciec Edmond François Daubigny i wuj, malarz miniaturzysta Pierre Daubigny. Początkowo malował w tradycyjnym stylu, przełom w twórczości malarza nastąpił w 1843, gdy przeniósł się do Barbizon i zaczął malować w plenerze. Na jego twórczość wpływ miał Jean Baptiste Camille Corot, którego poznał 1852 w Optevoz, a w późniejszym okresie Gustave Courbet.
Charles-François Daubigny malował przede wszystkim pejzaże. Przez pewien czas miał pracownię na specjalnie zbudowanej łodzi Botin, którą pływał po Sekwanie i Oise. Tworzył obrazy, w których główną rolę odgrywało światło i jego refleksy na wodzie. Dał się poznać jako dokładny obserwator przyrody i zjawisk atmosferycznych. Malował krajobrazy nadrzeczne i wiejskie, zwykle z obszerną partią nieba i dużymi kępami drzew. Wykonywał też akwaforty i ilustracje. W 1859 został wyróżniony Legią Honorową.
Malarz utrzymywał liczne kontakty z młodymi impresjonistami, według krytyków sztuki miał wpływ na ich twórczość. W czasie pobytu w Londynie poznał Claude’a Moneta, później już we Francji Paula Cézanne’a.
Wśród jego uczniów byli między innymi John Joseph Enneking (1841-1916), Alfred Roll (1846-1919) i António Carvalho da Silva Porto (1850-1893). Syn artysty Karl Pierre Daubigny (1846-1886) także był malarzem.

## Prace
- Poranek – 1857, olej na płótnie 29 × 47 m, Muzeum Sztuk Pięknych im. Puszkina w Moskwie
- Krajobraz ze stawem - 1861, olej na płótnie 113 × 132 m, Muzeum Narodowe w Warszawie
- Borde de la Cure (1864),
- Villerville sur Mer (1864),
- Moonlight (1865),
- Andrésy sur Oise (1868),
- Return of the Flock – Moonlight (1878),
- Les Iles Vierges a Bezons (XIX).